# استاروکاتایوو
استاروکاتایوو (به لاتین: Starokatayevo) یک منطقهٔ مسکونی در روسیه است که در باشقیرستان واقع شده‌است.